# قائمة رؤساء وزراء أسام
رئيس وزراء ولاية أسام الهندية هو رئيس حكومة ولاية آسام. يذكر دستور الهند أن الحاكم هو رئيس الولاية لكن تقع السلطة التنفيذية بحكم الأمر الواقع على عاتق رئيس الوزراء. عادة ما يدعو الحاكم الحزب (أو الائتلاف) الحاصل على أغلبية المقاعد في الجمعية التشريعية لولاية آسام لتشكيل الحكومة. يعين الحاكم رئيس الوزراء، ويكون مجلس وزرائه مسؤولاً بشكل أمام الجمعية التشريعية. مدة ولاية رئيس الوزراء خمس سنوات قابلة للتجديد بدون قيود لعدد الفترات.
رأس حكومة أسام 17 شخص منذ عام 1946، عشرة منهم من حزب المؤتمر الوطني الهندي يشملون جوبيناث بوردولوي أول رئيس وزراء لولاية آسام، وأنوارا تيمور أول رئيسة وزراء مسلمة في الهند. تبع ذلك فوز جولاب بوربورا من حزب جاناتا بانتخابات الجمعية لعام 1978 وكسره أهمية حزب المؤتمر على الولاية. أطولهم خدمة هو تارون جوجوي الذي خدم لمدة 15 عامًا من عام 2001 إلى عام 2016. أصبح سارباناندا سونوال أول رئيس وزراء لولاية آسام من حزب بهاراتيا جاناتا عندما أدى اليمين في 24 مايو 2016. رئيس الوزراء الحالي هو هيمانتا بيسوا سارما منذ 9 مايو 2021.
- أعلى اليسار: جوبيناث بوردولوي أول رئيس وزراء لولاية آسام.
- أعلى اليمين: جولاب بوربورا أول رئيس وزراء من غير حزب المؤتمر الوطني الهندي.
- أسفل اليسار: برافولا كومار ماهانتا أول رئيس وزراء من غير لحزب المؤتمر الوطني الهندي يكمل فترة ولايته البالغة خمسة سنوات ويشغبه مرة ثانية.
- أسفل الوسط: تارون جوجوي رئيس الوزراء الذي خدم لمدة 15 عامًا.
- أسفل اليمين: هيمانتا بيسوا سارما رئيس الوزراء الحالي

## رؤساء الوزراء (1937-50)
أُنشئت هيئة تشريعية ثنائية المجلس تضم جمعية تشريعية ومجلس تشريعي بموجب قانون حكومة الهند لعام 1935. وكان رئيس وزراء ولاية آسام هو رئيس الحكومة وزعيم الجمعية التشريعية لإقليم آسام.
| #                                                                | صورة | صورة | الاسم (العمر) الدائرة الانتخابية                                   | فترة الحكم     | فترة الحكم     | فترة الحكم        | الانتخابات              | الحزب                 | حاكم الولاية                       |
| ---------------------------------------------------------------- | ---- | ---- | ------------------------------------------------------------------ | -------------- | -------------- | ----------------- | ----------------------- | --------------------- | ---------------------------------- |
| 1                                                                |      |      | محمد سعد الله (1885 – 1955) عضو برلماني عن كامروب (جنوب)           | أبريل 1937     | 19 سبتمبر 1938 | 1 سنة و171 أيام   | 1937 (الإقليمية الأولى) | Assam Valley Party    | Sir Robert Reid                    |
| 2                                                                |      |      | Gopinath Bordoloi (1890 – 1950) عضو برلماني عن كامروب سادار (جنوب) | 19 سبتمبر 1938 | 17 نوفمبر 1939 | 1 سنة و59 أيام    | 1937 (الإقليمية الأولى) | المؤتمر الوطني الهندي | Sir Henry Joseph Twynam (بالوكالة) |
| (1)                                                              |      |      | محمد سعد الله (1885 – 1955) عضو برلماني عن كامروب (جنوب)           | 17 نوفمبر 1939 | 24 ديسمبر 1941 | 2 سنوات و37 أيام  | 1937 (الإقليمية الأولى) | Assam Valley Party    | Sir Robert Reid                    |
| فرض الحكم الرئاسي في هذه الفترو (25 ديسمبر 1941 – 24 أغسطس 1942) |      |      |                                                                    |                |                |                   |                         |                       |                                    |
| (1)                                                              |      |      | محمد سعد الله (1885 – 1955) عضو برلماني عن كامروب (جنوب)           | 25 أغسطس 1942  | 11 فبراير 1946 | 3 سنوات و170 أيام | – (1)                   | Assam Valley Party    | Sir Andrew Clow                    |
| (2)                                                              |      |      | Gopinath Bordoloi (1890 – 1950) عضو برلماني عن كامروب سادار (جنوب) | 11 فبراير 1946 | 26 يناير 1950  | 3 سنوات و349 أيام | 1946 (2)                | المؤتمر الوطني الهندي | Sir Andrew Clow                    |

## القائمة
ملاحظات: †  توفي في المنصب
| #                                                                  | صورة      | صورة        | الاسم (العمر) الدائرة الانتخابية                                      | فترة الحكم                                         | فترة الحكم       | فترة الحكم         | الانتخابات                  | الحزب                 | الحكومة    | حاكم الولاية                          |
| ------------------------------------------------------------------ | --------- | ----------- | --------------------------------------------------------------------- | -------------------------------------------------- | ---------------- | ------------------ | --------------------------- | --------------------- | ---------- | ------------------------------------- |
| 1                                                                  |           |             | Gopinath Bordoloi (1890 – 1950) كامروب سادار (جنوب)                   | 26 يناير 1950                                      | 6 أغسطس 1950[†]  | 192 أيام           | 1946 (الإقليمية)            | المؤتمر الوطني الهندي | Bordoloi   | Muhammad Saleh Akbar Hydari           |
| 2                                                                  |           |             | Bishnuram Medhi (1888 – 1981) Hajo                                    | 9 أغسطس 1950                                       | 27 ديسمبر 1957   | 7 سنوات و140 أيام  | 1946 (الإقليمية)            | المؤتمر الوطني الهندي | Medhi I    | Muhammad Saleh Akbar Hydari           |
| 2                                                                  | 1952 (1)  | Medhi II    | Bishnuram Medhi (1888 – 1981) Hajo                                    | 9 أغسطس 1950                                       | 27 ديسمبر 1957   | 7 سنوات و140 أيام  | Jairamdas Daulatram         | المؤتمر الوطني الهندي |            |                                       |
| 3                                                                  |           |             | Bimala Prasad Chaliha (1912 – 1971) Badarpur حتى 1962 Sonari منذ 1962 | 27 ديسمبر 1957                                     | 6 نوفمبر 1970    | 12 سنوات و314 أيام | 1957 (2)                    | المؤتمر الوطني الهندي | Chaliha I  | Saiyid Fazal Ali                      |
| 3                                                                  | 1962 (3)  | Chaliha II  | Bimala Prasad Chaliha (1912 – 1971) Badarpur حتى 1962 Sonari منذ 1962 | 27 ديسمبر 1957                                     | 6 نوفمبر 1970    | 12 سنوات و314 أيام | S. M. Shrinagesh            | المؤتمر الوطني الهندي |            |                                       |
| 3                                                                  | 1967 (4)  | Chaliha III | Bimala Prasad Chaliha (1912 – 1971) Badarpur حتى 1962 Sonari منذ 1962 | 27 ديسمبر 1957                                     | 6 نوفمبر 1970    | 12 سنوات و314 أيام | Vishnu Sahay                | المؤتمر الوطني الهندي |            |                                       |
| 4                                                                  | 1967 (4)  |             |                                                                       | Mahendra Mohan Choudhry (1908 – 1982) Gauhati East | 6 نوفمبر 1970    | 30 يناير 1972      | 1 سنة و85 أيام              | المؤتمر الوطني الهندي | Choudhry   | Braj Kumar Nehru                      |
| 5                                                                  |           |             | Sarat Chandra Sinha (1914 – 2005) Bilasipara East                     | 31 يناير 1972                                      | 12 مارس 1978     | 6 سنوات و40 أيام   | 1972 (5)                    | المؤتمر الوطني الهندي | Sinha      | Braj Kumar Nehru                      |
| 6                                                                  |           |             | Golap Borbora (1926 – 2006) Tinsukia                                  | 12 مارس 1978                                       | 4 سبتمبر 1979    | 1 سنة و176 أيام    | 1978 (6)                    | Janata Party          | Borbora    | Lallan Prasad Singh                   |
| 7                                                                  |           |             | Jogendra Nath Hazarika (1924 – 1998) عضو Duliajan                     | 9 سبتمبر 1979                                      | 11 ديسمبر 1979   | 93 أيام            | 1978 (6)                    | Janata Party          | Hazarika   | Lallan Prasad Singh                   |
| فرض الحكم الرئاسي خلال هذه الفترة (12 ديسمبر 1979 – 5 ديسمبر 1980) |           |             |                                                                       |                                                    |                  |                    |                             |                       |            |                                       |
| 8                                                                  |           |             | Anwara Taimur (1936 – 2020) Dalgaon                                   | 6 ديسمبر 1980                                      | 30 يونيو 1981    | 206 أيام           | – (6)                       | المؤتمر الوطني الهندي | Taimur     | Lallan Prasad Singh                   |
| فرض الحكم الرئاسي خلال هذه الفترة (30 يونيو 1981 – 13 يناير 1982)  |           |             |                                                                       |                                                    |                  |                    |                             |                       |            |                                       |
| 9                                                                  |           |             | Kesab Chandra Gogoi (1925 – 1998) Dibrugarh                           | 13 يناير 1982                                      | 19 مارس 1982     | 65 أيام            | – (6)                       | المؤتمر الوطني الهندي | Kesab      | Prakash Mehrotra                      |
| فرض الحكم الرئاسي خلال هذه الفترة (19 مارس 1982 – 27 فبراير 1983)  |           |             |                                                                       |                                                    |                  |                    |                             |                       |            |                                       |
| 10                                                                 |           |             | Hiteswar Saikia (1934 – 1996) Nazira                                  | 27 فبراير 1983                                     | 23 ديسمبر 1985   | 2 سنوات و299 أيام  | 1983 (7)                    | المؤتمر الوطني الهندي | Saikia I   | Prakash Mehrotra                      |
| 11                                                                 |           |             | Prafulla Kumar Mahanta (مواليد 1952) Nowgong                          | 24 ديسمبر 1985                                     | 28 نوفمبر 1990   | 4 سنوات و339 أيام  | 1985 (8)                    | Asom Gana Parishad    | Mahanta I  | Bhishma Narain Singh                  |
| فرض الحكم الرئاسي خلال هذه الفترة (28 نوفمبر 1990 – 30 يونيو 1991) |           |             |                                                                       |                                                    |                  |                    |                             |                       |            |                                       |
| (10)                                                               |           |             | Hiteswar Saikia (1934 – 1996) Nazira                                  | 30 يونيو 1991                                      | 22 أبريل 1996[†] | 4 سنوات و297 أيام  | 1991 (9)                    | المؤتمر الوطني الهندي | Saikia II  | Lokanath Misra                        |
| 12                                                                 |           |             | Bhumidhar Barman (1931 – 2021) Barkhetry                              | 22 أبريل 1996                                      | 14 مايو 1996     | 22 أيام            | 1991 (9)                    | المؤتمر الوطني الهندي | Barman     | Lokanath Misra                        |
| (11)                                                               |           |             | Prafulla Kumar Mahanta (مواليد 1952) Barhampur                        | 15 مايو 1996                                       | 17 مايو 2001     | 5 سنوات و2 أيام    | 1996 (10)                   | Asom Gana Parishad    | Mahanta II | Lokanath Misra                        |
| 13                                                                 |           |             | Tarun Gogoi (1936 – 2020) Titabar                                     | 18 مايو 2001                                       | 24 مايو 2016     | 15 سنوات و6 أيام   | 2001 (11)                   | المؤتمر الوطني الهندي | Tarun I    | Lt. Gen. (Retd.) Srinivas Kumar Sinha |
| 13                                                                 | 2006 (12) | Tarun II    | Tarun Gogoi (1936 – 2020) Titabar                                     | 18 مايو 2001                                       | 24 مايو 2016     | 15 سنوات و6 أيام   | Lt. Gen. (Retd.) Ajai Singh | المؤتمر الوطني الهندي |            |                                       |
| 13                                                                 | 2011 (13) | Tarun III   | Tarun Gogoi (1936 – 2020) Titabar                                     | 18 مايو 2001                                       | 24 مايو 2016     | 15 سنوات و6 أيام   | Janaki Ballabh Patnaik      | المؤتمر الوطني الهندي |            |                                       |
| 14                                                                 |           |             | Sarbananda Sonowal (مواليد 1962) Majuli                               | 24 مايو 2016                                       | 10 مايو 2021     | 4 سنوات و351 أيام  | 2016 (14)                   | حزب بهاراتيا جاناتا   | Sonowal    | Padmanabha Acharya                    |
| 15                                                                 |           |             | Himanta Biswa Sarma (مواليد 1969) Jalukbari                           | 10 مايو 2021                                       | في المنصب        | 3 سنوات و317 أيام  | 2021 (15)                   | حزب بهاراتيا جاناتا   | Sarma      | Jagdish Mukhi                         |